# 558398 Nagysandor
558398 Nagysandor este o planetă minoră (asteroid) din centura de asteroizi. A fost descoperită pe 31 august 2013 la Piszkéstetői Obszervatórium⁠(d) de Krisztián Sárneczky⁠(d). 
Obiectul prezintă o orbită caracterizată de o semiaxă mare de 2,8376954000983 UAi, o excentricitate de 0,09362169090385, o înclinație de 3,2102419165636 ° în raport cu ecliptica.